# 夏勇
夏勇（1961年11月—），男，湖北荆州人，中国法学家，法学博士，研究员，教授，博士生导师。曾任中国社会科学院法学研究所所长、国际法研究所所长，中共中央办公厅调研室副主任，中共中央保密办主任、国家保密局局长，国务院法制办副主任。曾任中共十七大代表、十八大代表，第十届全国人大常委会香港基本法委员会委员，第十二届全国政协委员，中国法律史研究会会长，中国法学会副会长等。
主要著述有《人权概念起源》《中国民权哲学》《法治是什么》《中国宪法改革的理论问题》《什么是法理学》《乡民的公法权利》《迪庆藏区基层的依法治理与民间法》《飘忽的法治－清末民初中国的变法思想与法治》《民权译丛》《坚守法治原则，推进简政放权》等。

## 生平
1978年考入西南政法学院（现西南政法大学）法律专业，1982年7月毕业留校，任法制史教研室助教，后攻读该校外国法制史硕士研究生，北京大学法律学系博士研究生。哈佛大学法学院做访问学者，哈佛大学甘乃迪政府学院做博士后。
曾在西南政法大学、中南财经政法大学任教，任中国社会科学院法学研究所研究员，研究室副主任、主任，之后升任社科院研究生院法学系主任、教授、博士生导师、法学研究所所长，国际法研究所所长，两所联合党委书记（兼）。
曾兼任国务院学科评议组成员、中国法律史学会会长、中国法学会副会长、中国法学会法理学研究会常务副会长、《环球法律评论》主编、全国青联常委、中国与欧盟人权学术交流机制中方主席、北京东方公益诉讼与法律援助律师事务所主任等职。
曾获1993年第七届“中国图书奖”，1995年被授予首届“中国十大杰出中青年法学家”称号。1998年留学回国工作后，曾获中国社会科学院优秀学术著作奖、全国社科青年优秀论文奖、教育部吴玉章学术著作奖、“改革开放35年来影响中国的十部优秀法学著作”等作品奖，被授予“有突出贡献的中青年专家”称号并享受政府特殊津贴、全国普法先进个人、中组部等六部委联合授予“留学回国人员成就奖”、全国宣传文化系统首批“文化名家”及“四个一批”人才。曾被《中国青年》杂志评选为“可能影响中国二十一世纪的百名青年人物。”2000年担任江泽民主持的中南海法制讲座主讲人。
之后从政，历任中央办公厅调研室副主任；中央保密委员会办公室主任、国家保密局局长。2013年3月，调任国务院法制办公室副主任。2016年7月，不再担任国务院法制办公室副主任。2016年7月29日，他因严重违纪，被撤销政协委员资格。

## 公开发表的主要作品

### 个人著作
- 《人权概念起源－权利的历史哲学》（中国政法大学出版社1992年第1版，1993年、1994年、1995年、1997年重印，2001年修订版，中国社会科学出版社2003年再版）
- 《朝夕问道－政治法律学札》（上海三联书店2003年）
- 《中国民权哲学》（北京三联书店2004年，2006年重印）[16][17]
- The Philosophy of Civil Rights in the Context of China, by Xia Yong，Matinus Nijhoff Publishers, 2011.
- 《法治源流－东方与西方》（夏勇法治论要系列，社会科学文献出版社2004年）[18]
- 《依法治国－国家与社会》（夏勇法治论要系列，社会科学文献出版社2004年）
- 《宪政建设－政权与人民》（夏勇法治论要系列，社会科学文献出版社2004年）
- 《文明的治理—法治与中国政治文化变迁》（社科文献出版社2012年）

### 主编合著
- 《走向权利的时代－中国公民权利发展研究》（合作主编，中国政法大学出版社1995年，1996年重印，1999年修订版，社科文献出版社2004年再版）[19]
- 《中国社会主义民主与法制》（两人合著，江西人民出版社1994年）
- 《人权与世界》（合作主编，人民法院出版社1994年）
- 《人权百科全书》（副主编，编辑部主任，大百科全书出版社1997年）
- 《公法》（第一卷，主编，法律出版社1999年）
- 《公法》（第二卷，主编，法律出版社2000年）
- 《如何根除酷刑－中国与丹麦酷刑合作研究》（中英文本，合作主编，社会科学文献出版社中国法治论坛丛书2003年）
- 《法治与21世纪－中国与瑞士法治合作研究》（中英文本，合作主编，社会科学文献出版社中国法治论坛丛书2003年）
- 《中国法治发展报告（蓝皮书）2003年卷》，合作主编，社会科学文献出版社2004年）
- 《民权译丛》（主编，三联书店2002年始出）
- 《民权学子文库》（主编，社科文献出版社2005年始出）
- 《法理讲义—关于法律的道理与学问》（上下册，合作主编，北京大学出版社2012年）

### 翻译著作
- 《英国法渊源》（沃克著，合译，1984年西南政法学院印行）
- 《法律与革命－西方法律传统的形成》（伯尔曼著，合译，中国大百科全书出版社1993年）
- 《人的权利与人的多样性－人权哲学》（米尔恩著，合译，中国大百科全书出版社1994年）
- 《民权约法评注－联合国<公民与政治权利国际公约>》（诺瓦克著，审校，北京三联书店2003年）

### 学术论文
- 《西方新闻自由初探—兼论自由理想与法律秩序》（《中国社会科学》1988年第5期）
- 《汉穆拉比法典与古东方的法治》（《外国法制史文献研究》1988年）
- 《孔子与柏拉图》（《比较法研究》，1989年第1期）
- 《人权与马克思—一个道德与逻辑的理解》（《民主、法制、权利、义务》，辽宁出版社1990年）
- 《人权道德基础初论》（《当代人权》，中国社会科学出版社1992年）
- 《人权哲学三题》（《中国社会科学季刊》，1993年春季号）
- 《乡民公法权利的生成》（《走向权利的时代》，中国政法大学出版社1995年）
- 《权利发展说》（《当代中国研究》1996年第4期）
- 《社会主义法制与法治》（《文明的治理》，社科文献出版社2012年）
- 《中国法理学的历史发展》（中国社科院研究生院教材《法理学》，经济科学出版社2000年）
- Rights and Virtue (《法哲学与法社会学论丛》1998年创刊号)《权利与德性》，爱思想网）
- 《法治是什么？—渊源、规诫与价值》（《中国社会科学》1999年第4期）
- 《迪庆藏区基层的依法治理与民间法》（《后发地区的发展路径选择—云南藏区案例研究》，经济管理出版社2002年）
- 《酷刑与功利主义》（《公法》第4卷，法律出版社2003年）
- 《中国宪法改革的几个基本理论问题》（《中国社会科学》2003年第2期“三会学坊”No.569,2017-10-11）
- 《权利哲学的基本问题》（《法学研究》2004年第3期爱思想网）
- 《民本与民权－中国权利话语的历史基础》（《中国社会科学》2004年第5期）
- 《飘忽的法治－清末民初中国的变法思想与法治》（《比较法研究》2005年第1期）
- 《什么是法理学？》（《法理讲义》绪论，北京大学出版社2012年公号“法学学术前沿”2018-7-25.）

### 政论
- 《关于参加1993年世界人权大会的对策建议》（1998年获首届全国优秀中青年学术成果一等奖）
- 《海南省的人民代表大会制度建设》（《小政府、大社会的理论与实践》，社会科学文献出版社1997年）
- 《深圳的社会阶层结构与政治参与、财产安全》（《宪政建设－政权与人民》，社会科学文献出版社2004年版）
- 《繁荣法学研究，推进依法治国》（《依法治国－国家与社会》，社会科学文献出版社2004年版）
- 《近期司法体制改革调研工作应注意的几个问题》（《改革司法》，中国法治论坛，社科文献出版社2004年）
- 《一国是两制的前提和基础》（新华社特稿《人民日报》2004年2月22日）[21]
- 《香港特区行政长官剩余任期问题》（《星岛日报》2005年4月）
- 《坚守法治原则 推进简政放权》（《求是》2014年第21期）
- 《努力在法治轨道上推进行政审批制度改革》（《中国法律年鉴》2014年）
- 《面对“民告官”政府应做好三件事—写在新修订行政诉讼法公布之际》（《紫光阁》2014年第12期）

### 随笔
- 《从人道到人权》（《百科知识》1995第1期)
- 《论和女士及其与德、赛先生之关系—写在五四运动八十周年》（《东方》1999年第5期）
- 《确立和坚守人文社会科学的核心价值》（“二十一世纪的中国社会科学”笔谈，《中国社会科学》2000年第1期）
- 《法治与公法》（《读书》1999年第4期）
- 《哈哈镜前的端详—哲学权利与本土主义》（《读书》2002年第6期）
- 《宪法之道》（《读书》2003年第3期）
- 《民本新说》（《读书》2003年第10期）
- 《人权与人类和谐》（中央党校《学习时报》第287期）
- 《忆杨老》（《景凡文存》2002.中国法学网，爱思想网）
- 《忆陈老，念北大》（《朝夕问道》，中国法学网，爱思想网）

### 演讲访谈
- 《善待权利—法治的前提》（《工人日报》1997年12月27日
- 《中国为人权许诺》（《粤港信息日报》1998年10月31日）
- 《正直精邃——在2003年研究生毕业典礼上的讲话》（中国法学网，爱思想网）
- 《什么是"博士后"》（中国法学网爱思想网）
- 《走依法治国之路》（《人民日报》2002年11月4日)
- 《宪法改革的几个理论问题》（《文汇报》2003年7月21日）
- 《宪法修改应慎之又慎》 （《检察日报》2003年4月21日）
- 《香港政制发展之要》《大公报》2004年，《朝夕问道》）[22]
- 《死刑与“最严重的犯罪”—在第二届中国与欧盟司法研讨会的发言》（《公法》第二卷，法律出版社）
- 《依法推进行政审批制度改革》（《人民日报》2013年12月29日）
- 《避免“一放就乱”的最好方式是用法治的方式来“放”》（新华社，国新网 2016-01-15）

### 书评
- 《关于美国宪法的一项新权利的法哲学探讨》（《国外法学》1985年第2期）
- 《人权的推定与推行—A.J.米尔恩的人权观点评述》（《中国法学》1992年第1期）
- 《治国依法，强民以权—读郭道晖<法的时代精神>》（1998年，《公法》第二卷；《时代的良知》，法律出版社2008年版）
- 《舍法求法与媒体正义－从敬一丹的<声音>说起》（《环球法律评论》2005年第1期）
- 《夜读杨老—兼论孔子研究及西政精神》（《儒家网》，《宪道》公号，2017年9月）

### 序跋
（据《朝夕问道》，上海三联书店2003年）
- 《我这十年的权利思考》（《中国民权哲学》自序）
- 《出书何为》（《中国民权哲学》跋）
- 《中国法治论坛》总序
- 《高级法学教程》总序
- 《民权译丛》总序
- 《民权学子文库》总序
- 《公法》卷首语
- 《环球法律评论》卷首语
- 《公法》编后记
- 《朝夕问道》后记